# Antoni Tokarczuk
Antoni Justyn Tokarczuk (ur. 14 kwietnia 1951 w Nowej Wsi Lęborskiej) – polski polityk, minister środowiska w latach 1999–2001, senator I kadencji, poseł na Sejm I kadencji. Siostrzeniec Ignacego Tokarczuka.

## Życiorys
Ukończył w 1974 studia na Wydziale Filozofii Katolickiego Uniwersytetu Lubelskiego. W latach 80. działał w opozycji demokratycznej w ramach „Solidarności”. W stanie wojennym został internowany na okres od 13 grudnia 1981 do 29 grudnia 1982.
W latach 1975–1990 był zatrudniony w zakładach Romet m.in. na stanowisku zastępcy kierownika zakładu. W 1989 uczestniczył w obradach Okrągłego Stołu w podzespole do spraw rolnictwa. Od 1989 do 1991 sprawował mandat senatora I kadencji z listy Komitetu Obywatelskiego. Następnie od 1991 do 1993 był posłem I kadencji z listy POC, reprezentującym w parlamencie okręg bydgoski. Od 1990 do 1992 zajmował stanowisko wojewody bydgoskiego.
Od 1994 do 1999 pełnił kierownicze funkcje w Przedsiębiorstwie Budowy Obiektów Użyteczności Publicznej „Budopol” w Bydgoszczy. W latach 1998–2001 zasiadał w sejmiku kujawsko-pomorskim z ramienia AWS. W rządzie Jerzego Buzka od 1999 sprawował urząd ministra środowiska. W 2001 bez powodzenia kandydował do Sejmu z listy AWSP.
Należał do Porozumienia Centrum (w 1999 był krótko jego przewodniczącym, został wykluczony z partii), następnie został przewodniczącym Porozumienia Polskich Chrześcijańskich Demokratów. Był też jednym z liderów SKL-RNP.
Wycofał się z działalności politycznej. W 2003 był prezesem Polonii Bydgoszcz, od 2004 do 2011 był dyrektorem Izby Gospodarczej „Wodociągi Polskie”. W 2012 został wicedyrektorem Wojewódzkiego Ośrodka Ruchu Drogowego w Bydgoszczy.
Został odznaczony litewskim Medalem Pamiątkowym 13 Stycznia (1996) oraz Złotym Krzyżem Zasługi (1999). W 2011 prezydent Bronisław Komorowski nadał mu Krzyż Oficerski Orderu Odrodzenia Polski. W 2015 otrzymał Krzyż Wolności i Solidarności.